# Дыхуызта
Дыхуызта (осет. Дыгъуызтæ, Дыгъуызты хъæу), ранее Сатикар (осет. Сатихъар , груз. სათიხარი — Сатихари) — село в Закавказье, расположено в Цхинвальском районе Южной Осетии, фактически контролирующей село; согласно юрисдикции Грузии — в Горийском муниципалитете.

## География
Находится в центральной части Цхинвальского района к юго-востоку от осетинского села Дменис, недалеко от границы (к югу расположены сёла Ксуис и Нанита) с Грузией.

## Население
Село населено этническими осетинами. По переписи 1989 года в селе жило 494 человека, из которых осетины составили 100 %. По переписи 2002 года (проведённой властями Грузии, контролировавшей часть Цхинвальского района на момент проведения переписи) в селе жило 360 человек, в том числе осетины составили 87 % от всего населения.
Фамилии
В селе проживают осетинские фамилии ― Баратаевы, Бестаевы, Валиевы, Габараевы, Гатикгоевы, Джигкаевы, Догузовы, Кабуловы, Кусраевы, Маргиевы, Сабановы.

## История
В разгар южноосетинского конфликта в ночь на 8 августа 2008 года село было блокировано, обстреляно и затем занято грузинскими войсками, а 10 августа 2008 года было оставлено ими почти без боя. После войны в августе 2008 года село находится под контролем властей РЮО.

## Достопримечательности
В селе есть сильно поврежденная церковь X века; памятники этого периода обычно имели эпиграфические надписи, в данном случае не сохранившиеся. Сохранились также фрагменты позднесредневековой церкви. На высоком горном склоне стоит довольно большой, но по большой части разрушенный замок начала XVIII века.
В сентябре 2024 года открыт памятник защитнику Отечества Гарику Догузову.

## Топографические карты
- Лист карты K-38-65 Ленингори. Масштаб: 1 : 100 000. Издание 1979 г.